# Col de Sestriere
El Colle Sestriere, conocido en Francia como Col de Sestriere, es un puerto de montaña de los Alpes cocios situado en la provincia italiana de Turín.

## Ciclismo
El Colle Sestriere es famoso por haber sido utilizado en el Giro de Italia y en el Tour de Francia, siendo subido por primera vez en el Tour de Francia 1952, donde Fausto Coppi fue el primero en coronarlo, siendo también el poseedor del maillot amarillo.
El 24 de octubre de 2020, en el Giro de Italia, se subió por primera vez tres veces en una misma etapa.

### Giro de Italia
| Año  | Etapa | Km       | Salida         | Ganador de etapa   | Maglia rosa       |
| ---- | ----- | -------- | -------------- | ------------------ | ----------------- |
| 1991 | 13    | 192      | Savigliano     | Eduardo Chozas     | Franco Chioccioli |
| 1993 | 19    | 55 (CRI) | Pinerolo       | Miguel Induráin    | Miguel Induráin   |
| 1994 | 21    | 121      | Les Deux Alpes | Pascal Richard     | Yevgueni Berzin   |
| 2000 | 20    | 32 (CRI) | Briançon       | Jan Hruška         | Stefano Garzelli  |
| 2005 | 19    | 190      | Savigliano     | José Rujano        | Paolo Savoldelli  |
| 2011 | 20    | 242      | Verbania       | Vasil Kiryienka    | Michele Scarponi  |
| 2020 | 20    | 190      | Alba           | Tao Geoghegan Hart | Jai Hindley       |

### Tour de Francia
| Año  | Etapa | Km    | Salida                | Ganador de etapa   | Maillot amarillo |
| ---- | ----- | ----- | --------------------- | ------------------ | ---------------- |
| 1952 | 11    | 182   | Le Bourg-d'Oisans     | Fausto Coppi       | Fausto Coppi     |
| 1992 | 13    | 254.5 | Saint-Gervais         | Claudio Chiappucci | Miguel Induráin  |
| 1996 | 9     | 46    | Le Monêtier-les-Bains | Bjarne Riis        | Bjarne Riis      |
| 1999 | 9     | 213.5 | Le Grand-Bornand      | Lance Armstrong    | Lance Armstrong  |